# Viva Bianca
Viva Skubiszewski (Australië, 17 november 1983) beter bekend onder haar pseudoniem Viva Bianca is een Australische actrice van Poolse afkomst. Ze is de dochter van de in Warschau geboren componist Cezary Skubiszewski.